# Новые Выселки (Саратовская область)
Новые Выселки — село в Калининском районе Саратовской области.
Населённый пункт входит в состав сельского поселения Сергиевское муниципальное образование.

## География
Находится на расстоянии примерно 18 километров по прямой на запад-северо-запад от районного центра города Калининска.

## История
Основано в 1780 году. С 1861 года по 1918 год существовала Больше-Ольшанская волость, которая включала в себя поселения на крестьянской надельной земле куда входило и село Новые Выселки (Раковка).

## Население
Постоянное население составило 851 человек (56 % русские, 37 % украинцы) в 2002 году, 682 в 2010.